# Gyrophaena fusicornis
Gyrophaena fusicornis  (лат.) — вид жуков-стафилинид рода Gyrophaena из трибы Athetini (подсемейство Aleocharinae).

## Распространение
Дальний Восток: Приморский край (Россия).

## Описание
Мелкие коротконадкрылые жуки. Длина тела от 1,6 до 2,0 мм, форма овальная, дорзо-вентрально сплющенная. Длина усиков 0,53 — 0,65 мм, максимальная ширина головы — 0,38 — 0,44 мм (с глазами), максимальная ширина пронотума — 0,45 — 0,55 мм, длина пронотума — 0,26 — 0,33 мм. Длина надкрылий — 0,30 — 0,35. Окраска желтовато-коричневая (голова чёрная, преднеспинка буровато-чёрная, надкрылья коричневые; ноги и усики жёлтые). Личинки и взрослые жуки питаются грибами и трутовиками (облигатные микофаги), в которых живут, питаются и размножаются, откладывают яйца. Поедают споры, базидии и гифы грибницы. Голова широкая, сильно поперечная. Глаза относительно крупные, выступающие (за глазами голова суженная). Язычок длинный и узкий. Губные щупики 2-члениковые. Переднеспинка уже надкрылий. Задние лапки 5-члениковые, а лапки передних и средних состоят из 4 сегментов (формула лапок: 4-5-5).